# Rdest nadbrzeżny
Rdest nadbrzeżny (Polygonum oxyspermum C.A. Meyer & Bunge ex Ledeb.) – gatunek rośliny z rodziny rdestowatych (Polygonaceae Juss.). Występuje w Europie i na wschodnich obszarach Ameryki Północnej. W Polsce uznany za gatunek wymarły. Rósł na kilku stanowiskach na wybrzeżu.

## Morfologia

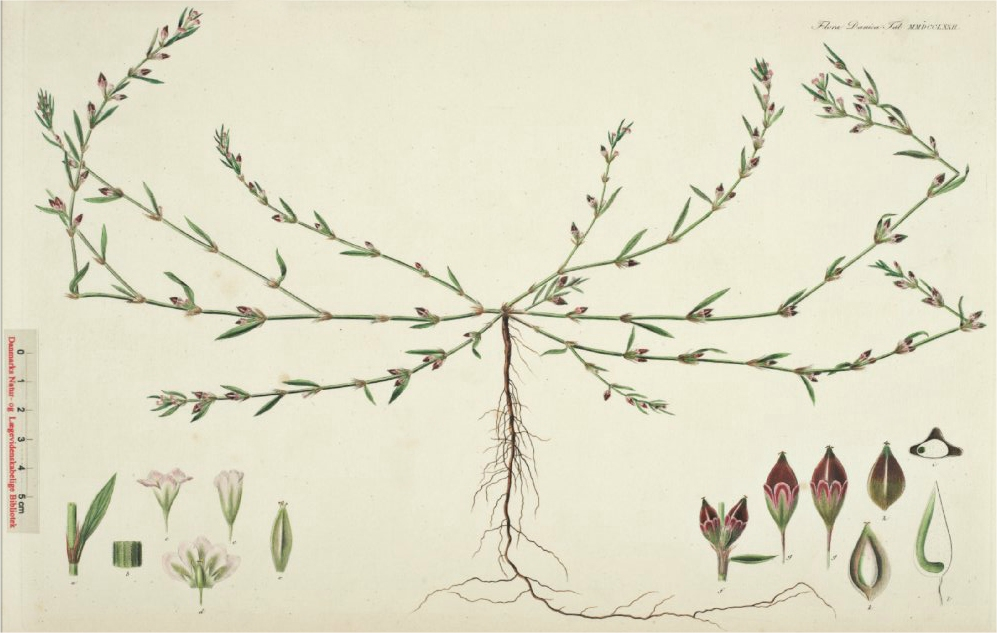
Morfologia - subsp. raii

ŁodygaRozesłana, o wydłużonych gałązkach, do 1 m długości.
LiścieGrube, lancetowate. Pochwy liściowe w górnej części białawe, postrzępione.
KwiatyOkwiat długości około 3 mm. Szyjka słupka krótsza od zalążni.
OwocBłyszczący, trójkanciasty, zaostrzony, dwa razy dłuższy od okwiatu, do 5 mm długości.

## Biologia i ekologia
Roślina jednoroczna. Rośnie na plażach. Kwitnie od lipca do września. Gatunek charakterystyczny klasy Cakiletea maritimae.

## Zmienność
Wyróżnia się 3 podgatunki:
- Polygonum oxyspermum subsp. oxyspermum
- Polygonum oxyspermum subsp. raii (Babington) D. A. Webb & Chater
- Polygonum oxyspermum subsp. robertii (Loisel.) Akeroyd & D.A.Webb

## Zagrożenia
Roślina umieszczona na Czerwonej liście roślin i grzybów Polski (2006) w grupie gatunków wymarłych i zaginionych (kategoria zagrożenia Ex).